# M'Quidech
M'Quidech est une revue de bande dessinée algérienne.

## Historique
M'Quidech est la première revue de bande dessinée algérienne. Créée en février 1969 par Aram, Ahmed Haroun, Maz et Slim, elle est éditée en français par la Société nationale d'édition et de diffusion ; elle cesse de paraître en 1973. Une version en arabe est publiée de 1978 à 1982, mais avec moins de succès.
Ahmed Haroun y présente un personnage de djinn :  « M’Quidech », petit débrouillard qui vainc plus puissant que lui.

## Collaborateurs
Mustapha Tidadini, Mahfoud Aïder, Rahmoune, Mustapha Tenani, Redouane Assari, Slimane Zeghidour, Ahmed Hebrih, Ferhat, Beghdadli, Oulmane, Khiari, Aït Hamoudi, Ryad,Abdelnasser Chiker.